# Дука, Михаил Ильич
Михаил Ильич Дука (27 августа 1909, с. Селище, Киевская губерния — 11 октября 1976, Одесса) — советский военачальник, один из руководителей партизанского движения на Брянщине в годы Великой Отечественной войны. Герой Советского Союза (1.09.1942). Генерал-лейтенант (9.05.1961).

## Довоенная биография
Родился 27 августа 1909 в селе Селище ныне Казатинского района Винницкой области Украины в многодетной (6 детей) крестьянской семье. Все четверо братьев Дука воевали впоследствии на фронтах Великой Отечественной войны и вернулись с фронта живыми. Украинец. В 1924 году окончил сельскую школу, работал кузнецом.
Окончил школу ФЗУ при Подольском механическом заводе в городе Подольске Московской области в 1930 году, работал на этом заводе. Член ВКП(б) с 1931 года. Был заведующим организационным отделом заводского комитета комсомола.
В Красную Армию был призван в сентябре 1931 года. Окончил школу младших авиаспециалистов 15-й авиационной бригады (с июня 1936 года — 83-я истребительная авиационная бригада, затем 15-я тяжелобомбардировочная авиационная бригада) в Брянске в 1932 году. Служил в этой авиабригаде начальником спортивного зала, с октября 1932 — политруком хозяйственной части, с октябре 1933 года подал рапорт об оставлении на сверхсрочной службе и стал начальником подсобного хозяйства бригады, секретарём бюро комсомола бригады. Будучи на последней должности, политрук М. И. Дука был арестован органами НКВД СССР 1 мая 1937 года по обвинению по статье 109 Уголовного кодекса РСФСР (злоупотребления по службе) и тогда же уволен из армии. Виновным себя не признал. В марте 1938 года был освобождён в связи с недоказанностью обвинения. После освобождения работал начальником снабжения и председателем завкома профсоюза на мясокомбинате в городе Брянске.

## Великая Отечественная война
В первый день Великой Отечественной войны, 22 июня 1941 года, Михаил Дука, находившийся в Москве на курсах профсоюзных работников, подал военному комиссару Сокольнического района рапорт с просьбой отправить его добровольцем на фронт. Спустя несколько дней он выехал в Брянск. Занимался эвакуацией промышленных предприятий города, в июле одновременно зачислен командиром взвода городского истребительного батальона, с 1 августа — помощник командира роты в нём. Тогда же прошёл краткий курс подготовки в специальной школе, созданной полковником Ильёй Стариновым. По решению Брянского горкома ВКП(б) был зачислен командиром группы в Брянский городской партизанский отряд. Перешёл с отрядом линию фронта 20 августа 1941 года, вёл разведку, проводил диверсии во вражеском тылу.
После гибели в декабре 1941 года командира отряда Д. Е. Кравцова, Дука М. И. возглавил отряд, позднее выросший в Брянскую партизанскую бригаду имени Д. Е. Кравцова. Под руководством М. И. Дуки бригада совершила много славных боевых дел. Согласно отчёту Брянского подпольного горкома комсомола от 5 июня 1943 года, отряд и бригада провели 47 крупных боевых операций. На её боевом счету 1750 уничтоженных гитлеровских солдат и офицеров, немало пленных (среди них один генерал), 17 разгромленных вражеских гарнизонов, 72 пущенных под откос эшелона, 57 взорванных железнодорожных и шоссейных мостов и много других успешных операций. Личной храбростью, умением решать самые сложные боевые задачи  зарекомендовал себя как смелый, талантливый партизанский военачальник.
Среди известных подвигов партизан М. И. Дуки: полное истребление немецкой железнодорожной роты, выехавшей 10 марта 1942 года на ремонт взорванного партизанами моста в и попавшую в заранее подготовленную засаду (убито по разным данным от 233 до 243 немецких солдат); прорыв в мае — июне 1942 года из кольца окружения немецкой карательной экспедиции «Птичье пение» («Vogelsang», задействованы 1 танковый и 2 пехотных полка 339-й пехотной дивизии): после двух недель тяжелых боёв отряд вырвался из кольца по болотам, вынеся всех раненых и выведя местное население деревень бывшего партизанского края, которому грозило поголовное истребление; отражение очередной карательной экспедиции в сентябре 1942 года (проводилась силами венгерской пехотной дивизии, 36-го немецкого пехотного полка, батальона СС, «восточного добровольческого» полка «Десна»).
В начале сентября 1942 года с группой известных партизанских командиров (С. А. Ковпак, А. Н. Сабуров, Д. Е. Емлютин и другие) был вызван в Москву для участия в совещании о широком развёртывании партизанского движения, в составе группы дважды участвовал в встречах с И. В. Сталиным.
Указом Президиума Верховного Совета СССР «О присвоении звания Героя Советского Союза партизанам, особо отличившимся в партизанской борьбе в тылу против немецких захватчиков» от 1 сентября 1942 года за «отвагу и геройство, проявленные в партизанской борьбе в тылу против немецких захватчиков» удостоен звания Героя Советского Союза с вручением ордена Ленина и медали «Золотая Звезда» (№ 707).
9 сентября 1942 года ему был присвоено воинское звание «батальонный комиссар», а 16 сентября 1943 года — воинское звание «генерал-майор». Вернувшись в немецкий тыл, во главе бригады активно участвовал в широкомасштабной операции по выводу из строя железных дорог вокруг Брянска в январе-феврале 1943 года (движение на ряде участков удалось парализовать от 60 до 90 суток), в отражении очередной карательной экспедиции «Цыганский барон» (Zigeunerbaron) с 16 мая по 6 июня 1943 года (задействованы часть сил 137-й пехотной дивизии, 2 полка 292-й пехотной дивизии, 1 пехотный полк 291-й пехотной дивизии, 102-я венгерская пехотная дивизия полностью; 459-й отдельный пехотный полк; полк из числа изменников Родины; 55-й полицейский батальон; 2 отдельных артиллерийских дивизиона; танковый полк из 18-й танковой дивизии). Боевой путь бригада завершила совместным участием с Красной Армией в Брянской наступательной операции. 16 сентября партизаны соединились с наступавшими советскими войсками.
С сентября 1943 года работал в Центральном штабе партизанского движения, с декабря — помощник начальника этого штаба по особым вопросам. В январе 1944 года направлен на учёбу и в июне окончил курсы ускоренной подготовки и переподготовки офицерского состава при Высшей военной академии имени К. Е. Ворошилова.
С июля 1944 года генерал-майор Дука М. И. — в действующей армии, заместитель командира 27-й гвардейской стрелковой дивизии 8-й гвардейской армии на 1-м Белорусском фронте. Участвовал в Люблин-Брестской, Висло-Одерской, Берлинской наступательных операциях. Уже в дни штурма Берлина 24 апреля 1945 года был назначен командиром 82-й гвардейской стрелковой дивизии (29-й гвардейский стрелковый корпус, 8-я гвардейская армия. Гвардейцы дивизии М. И. Дуки принимали непосредственное участие в штурме столицы гитлеровской Германии. В критический момент боя генерал-майор Дука проявил образец храбрости и отваги: бросился вплавь через реку Шпре (Шпрее), увлекая за собой бойцов.
На историческом Параде Победы на Красной площади в Москве 24 июня 1945 года генерал-майору Дуке М. И. было доверено нести символический ключ от поверженного Берлина.

## После войны
После войны продолжал службу в Советской Армии. Командовал той же дивизией в составе Группы советских оккупационных войск в Германии, с июня по октябрь 1947 года был военным комендантом города Лейпциг. В 1948 году он окончил курсы усовершенствования командиров стрелковых дивизий при Военной академии имени М. В. Фрунзе, а в 1954 году — Высшие академические курсы при Высшей военной академии имени К. Е. Ворошилова. С февраля 1949 года — командир 36-й отдельной стрелковой бригады в Уральском военном округе (г. Кунгур).
С октября 1950 по январь 1954 — командир 6-й пулемётно-артиллерийской дивизии 137-го стрелкового корпуса Дальневосточного военного округа. Эта дивизия размещалась на Курильских островах. Там 5 ноября 1952 года он пережил на острове Парамушир катастрофическое цунами в Северо-Курильске и участвовал в ликвидации его последствий. С июля 1955 — командир 95-й гвардейской стрелковой дивизии в Центральной группе войск, с сентября 1955 — командир 11-й гвардейской механизированной дивизии Прикарпатского военного округа. В сентябре 1956 года назначен командиром 35-го гвардейского стрелкового корпуса, а в июне 1957 — командиром 44-го особого армейского корпуса. С января 1958 по декабрь 1959 года находился в правительственной командировке, будучи старшим группы советских военных специалистов в Сирии. С января 1960 — командир 25-го армейского корпуса. С сентября 1960 — заместитель командующего войсками Одесского военного округа по боевой подготовке и вузам — начальник Управления боевой подготовки и вузов штаба округа. В сентябре 1968 года окончил Высшие центральные офицерские курсы Гражданской обороны СССР, и назначен в ноябре этого года начальником управления Уральской оперативной зоны Гражданской обороны СССР. С февраля 1972 года генерал-лейтенант Дука М. И. — в отставке.
Жил в Одессе. Никогда не прерывая связи с Брянщиной, бывший партизанский комбриг много внимания уделял своим землякам-брянцам. 17 сентября 1966 года на площади Партизан в Советском районе города Брянска был зажжён Вечный огонь славы. Один из освободителей Брянска — генерал-лейтенант Дука М. И. пронёс через пятидесятитысячную толпу огонь, зажжённый у памятника Ленину.
Скончался 11 октября 1976 года в Одессе. Согласно завещанию, был похоронен на Советском кладбище в Брянске.

## Награды и звания
- Герой Советского Союза (1.09.1942)
- Орден Ленина (1.09.1942)
- 4 ордена Красного  Знамени (30.10.1942, 21.02.1945, 3.11.1953, 31.10.1967)
- Орден Суворова II степени (31.05.1945)
- Орден Красной Звезды (19.11.1951)
- Медаль «За боевые заслуги» (15.11.1950)
- Медаль «Партизану Отечественной войны» I степени (31.07.1943)
- Медаль «За победу над Германией в Великой Отечественной войне 1941-1945 гг.»
- Медаль «За взятие Берлина»
- Медаль «За освобождение Варшавы»
- Другие медали СССР
- В 1966 году удостоен звания «Почётный гражданин города Брянска».

Иностранные награды
- Орден «Крест Грюнвальда»  III степени (Польша, 24.04.1946).
- Орден Заслуг (Сирия)
- Медаль «За Варшаву 1939—1945» (Польша, 27.04.1946)
- Медаль «За Одру, Нису и Балтику» (Польша, 27.04.1946)

## Память
- Бюст Героя установлен на Аллее Героев Советского Союза и Героев России — участников партизанского движения на Брянщине в мемориальном комплексе «Партизанская поляна» Брянского района (2014).
- В Брянске именем Героя названа одна из центральных улиц.
- Имя Героя выбито на памятном знаке партизанам и подпольщикам в Виннице.